# 保罗·克鲁岑
保罗·约瑟夫·克鲁岑 （荷蘭語：Paul Jozef Crutzen，荷蘭語發音：[pʌul ˈjoːzəf ˈkrɵtsə(n)]，1933年12月3日—2021年1月28日），荷兰大气化学家，因「他們對大氣化學的研究工作，特別是臭氧的形成與分解」，與馬里奥·莫利納、弗蘭克·舍伍德·羅蘭共同獲得1995年諾貝爾化學獎。

## 生平
1933年生于荷兰阿姆斯特丹，1973年获斯德哥尔摩大学气象学博士学位，目前在位于德国美因茨的马克斯·普朗克化学研究所大气化学部工作。
克鲁岑是以研究臭氧层的破坏机理而闻名的，其研究兴趣为研究“平流层和对流层臭氧在生物地球化学循环和气候中的作用”。他也是核冬天理论的创始人之一。

## 获奖
这里列出他的部分获奖记录：
- 1986: 美国地球物理协会理事
- 1989: 泰勒奖.
- 1991: 瑞典皇家科学院院士
- 1995: 诺贝尔化学奖 (与马里奥·莫利纳和弗兰克·舍伍德·罗兰分享)
- 1995: 因为"保护臭氧层的突出贡献"而获得由联合国环境署颁发的全球臭氧奖
- 1996: 国际臭氧委员会荣誉委员
- 1999: 俄罗斯科学院外籍院士
- 2002: 地球科学领域引用率最高的作者（从1991年到2001年所发表的110篇文章总共被引用2911次——科学信息研究所）

## 参看
- 核冬天
- 全球黯化
- 全球变暖
- 反射率
- 皮纳图博火山大爆发
- 地球工程学